# Macrostemum croceum
Macrostemum croceum là một loài Trichoptera trong họ Hydropsychidae. Chúng phân bố ở miền Australasia.